# Thyrosticta angustipennis
Thyrosticta angustipennis là một loài bướm đêm thuộc phân họ Arctiinae, họ Erebidae.